# Leiopython biakensis
Leiopython biakensis là một loài rắn trong họ Pythonidae. Loài này được Schleip mô tả khoa học đầu tiên năm 2008.